# Descendants de Français hors de France
Des descendants d'immigrés français sont présents sur les cinq continents.
Par exemple, entre 1848 et 1939, environ 1 million de Français ont émigré vers d'autres pays. Les principales communautés d'ascendance française se trouvent aux États-Unis, au Canada et en Argentine tandis que des groupes importants se trouvent également au Brésil, au Chili, en Uruguay et en Australie.
De nombreux chiffres circulent sur le nombre de personnes ayant ou revendiquant, dans un pays donné, des origines françaises. Les critères, les méthodes et la précision des chiffres peuvent être très variables.

## Amérique du Nord
Aux États-Unis, le bureau du recensement repose sur les déclarations des habitants eux-mêmes, sachant que les questions concernant les origines ne conduisent pas à des réponses obligatoires. Leurs chiffres de 2010 estiment le nombre de personnes ayant des origines françaises à 8 761 677 (chiffre ne prenant pas en compte les personnes d'origine basque), avec une marge d'erreur évaluée à +/- 55 529 personnes ; ces statistiques considèrent séparément les personnes aux origines franco-canadiennes, au nombre de 2 042 808 (+/- 28 673).

### Canada

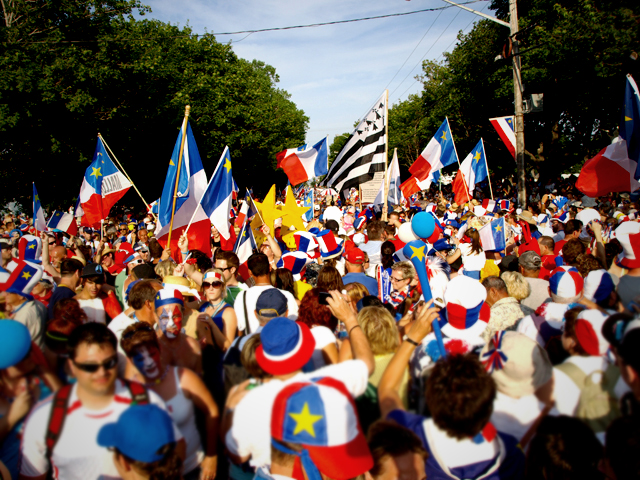
Acadiens célébrant le Tintamarre et la Journée nationale de l'Acadie à Caraquet, Nouveau-Brunswick.

Il y a près de sept millions de francophones sur neuf à dix millions de personnes d’ascendance au moins partiellement française au Canada. La province canadienne du Québec, où le recensement de la population de 2006 comptabilise 7 546 131 habitants et où plus de 95 % des habitants parlent le français en tant que première, deuxième ou troisième langue, est le centre de la vie française du côté occidental de l'océan Atlantique. La colonisation française a cependant commencé plus à l'est en Acadie. Le Québec est aussi un foyer culturel français et possède des médias et des universités. Il existe des communautés franco-canadiennes importantes disséminées dans les autres provinces du Canada, particulièrement en Ontario, qui compte environ 1 million de personnes d'ascendance française (dont 400 000 qui ont le français comme langue maternelle), au Manitoba et au Nouveau-Brunswick, qui est par ailleurs la seule province entièrement bilingue et composé à 33 % d’Acadiens.

### États-Unis
Les États-Unis sont le lieu de résidence d’environ 13 à 16 millions de personnes d'origine française, soit 4 à 5 % de la population des États-Unis en particulier en Louisiane, en Nouvelle-Angleterre et dans certaines parties du Midwest. La communauté française en Louisiane comprend les créoles, les descendants des colons français qui sont arrivés quand la Louisiane était une colonie française, et les Cajuns qui sont les descendants des réfugiés acadiens arrivés lors du Grand Dérangement. Très peu de créoles sont restés à la Nouvelle Orléans aujourd’hui. En Nouvelle-Angleterre, la grande majorité de l'immigration française du XIXe et du début du XXe siècle ne provenait pas de la France mais du Québec. Ces Canadiens français sont arrivés pour travailler dans les usines de bois et de plantes textiles qui sont apparus dans toute la région pendant son industrialisation. Aujourd'hui, près de 25 % de la population du New Hampshire est d'ascendance française, c’est le pourcentage le plus élevé des USA.
Les colonies néerlandaises et anglaises de l'Amérique prérévolutionnaire ont attiré un grand nombre de huguenots français qui fuyaient les persécutions religieuses en France. Dans la colonie hollandaise de la Nouvelle-Hollande qui devint plus tard New York, ces huguenots français, qui pratiquaient une religion presque identique à celle de l'Église réformée néerlandaise, se sont petit à petit complètement assimilés dans la communauté néerlandaise. Cette grande communauté française a bien souvent perdu tout lien avec ses origines, avec notamment la traduction des noms propres (exemples : de la Montaigne a été traduit en hollandais Vandenberg, de Vaux est devenu DeVos ou Devoe par correspondance phonétique). Cette population, qui était comparable en taille à celle du Québec, s’est plus tard intégralement assimilée dans le courant anglophone, et a donc laissé peu de traces de ses origines culturelles. Quelques traces existent toutefois : par exemple la ville de New Rochelle, nommée d'après la ville de La Rochelle qui fut l'une des sources d'émigration huguenote vers la colonie hollandaise. New Paltz était un peuplement non urbain de huguenots qui n’a pas subi la transformation massive des bâtiments, contrairement aux grandes villes anciennes.

### Mexique
Au Mexique, une importante partie de la population possède une ascendance française. Après l'Espagne, les immigrants français forment le deuxième plus grand groupe ethnique européen du pays. La majeure partie des immigrants français est arrivée au Mexique au cours du XIXe et du début du XXe siècle.
De 1814 à 1955, des habitants de Barcelonnette et de la vallée de l'Ubaye ont émigré au Mexique par dizaines. Ils établirent de nombreuses entreprises et des relations commerciales dans le textile entre le Mexique et la France. Au tournant du XXe siècle, il y avait 5 000 familles françaises de la région de Barcelonnette enregistrées auprès du consulat français du Mexique. Alors que 90 % de ces familles sont restées au Mexique, certaines sont retournées en France entre les années 1880-1930. Ces familles retournées à Barcelonnette ont bâti de grandes demeures appelées Maisons mexicaines et ont laissé une marque sur la ville.
Dans les années 1860, le Second Empire mexicain est gouverné par l'empereur Maximilien Ier du Mexique et fait partie du plan de Napoléon III visant à créer un empire latin dans le Nouveau Monde (ce plan est notamment responsable de la création du terme « Amérique latine »). Dans le cadre de ce projet, de nombreux soldats français, des commerçants et leurs familles mettent le pied sur le sol mexicain. Carlota du Mexique, épouse de l'empereur Maximilien, était une princesse belge et la petite-fille de Louis-Philippe de France.
De nombreux Mexicains d'origine française vivent dans des villes telles que Zacatecas, San Luis Potosí, Sinaloa, Monterrey, Puebla, Guadalajara, et la capitale Mexico où les noms de famille français comme Chairez / Chaires, Renaux, Pierres, Michel, Betancourt, Alaniz, Blanc, Ney, Jurado (Jure), Colo (Coleau), Dumas ou Moussier peuvent être trouvés.

## Amérique du Sud et Centrale

### Argentine
Les Argentins français forment le troisième groupe d’immigration en Argentine, après les Italiens et les Espagnols. La plupart des immigrants français sont venus en Argentine entre 1871 et 1890, bien qu’une immigration considérable a continué jusqu'à la fin des années 1940. Au moins la moitié de ces immigrants venaient du sud-ouest de la France et en particulier du Pays Basque, du Béarn (les Basses-Pyrénées ont représenté jusqu’à plus de 20 % des immigrants), de la Bigorre et du Rouergue, mais aussi de Savoie et de la région parisienne. Aujourd'hui, environ 8 millions d'Argentins ont un certain degré d'ascendance française ou sont partiellement ou totalement d'origine française (jusqu'à 17 % de la population totale). Les Argentins français ont considérablement influencé le pays, en particulier les styles architecturaux, les traditions littéraires ainsi que dans le domaine scientifique. Parmi les Argentins notables d'origine française figurent l'écrivain Julio Cortázar, le physiologiste et lauréat du prix Nobel Bernardo Houssay, l’activiste Alicia Moreau de Justo. Grâce à leur culture en partie latine, les immigrants français se sont rapidement assimilés dans la société argentine traditionnelle.

### Uruguay
Les Uruguayens français forment le troisième groupe le plus important en Uruguay, après les Uruguayens italiens et espagnols. Au cours de la première moitié du XIXe siècle, l'Uruguay a reçu la plupart des immigrants français en Amérique du Sud. Elle constituait à l'époque le deuxième récepteur d'immigrants français dans le Nouveau Monde après les États-Unis. À titre de comparaison, entre 1820 et 1855, 195 971 immigrants français arrivent aux États-Unis et, entre 1833 et 1842, 13 922 immigrants français, la plupart venant du Pays basque et du Béarn, s’établissent en Uruguay.
La majorité des immigrants vers l’Uruguay provenaient du Pays basque, du Béarn et de la Bigorre. Aujourd'hui, il est estimé que 500 000 descendants de ces immigrants français vivent toujours en Uruguay.

### Costa Rica
La première émigration française au Costa Rica fut le fait d’un nombre très réduit vers Cartago autour du milieu du XIXe siècle. À la suite de la Seconde Guerre mondiale, un groupe d'exilés français (la plupart des soldats et des familles orphelines)[réf. nécessaire] migrèrent vers le Costa Rica.

### Chili
Les Français sont venus au Chili au XVIIIe siècle à Concepción tout d’abord comme marchands puis dans le milieu du XIXe siècle pour cultiver la vigne dans les haciendas de la vallée centrale. Cette vallée est devenue mondialement célèbre pour le vin chilien qui y est produit. La région d'Araucanie a également reçu un nombre important de personnes d'ascendance française. Ces colons, qui étaient principalement des agriculteurs et des commerçants, sont arrivés dans la région durant la seconde moitié du XIXe siècle. Avec leur culture en partie latine, les immigrants français se sont rapidement assimilés dans la société chilienne traditionnelle.
De 1840 à 1940, environ 25 000 Français ont immigré au Chili. 80 % d'entre eux venaient du sud-ouest France, en particulier des Basses-Pyrénées (Pays basque et Béarn), de Gironde, de Charente-Inférieure et de Charente et des régions situées entre le Gers et la Dordogne.
En 1863, 1 650 citoyens français étaient enregistrés au Chili. À la fin du siècle, ils étaient presque 30 000. Selon le recensement de 1865, sur 23 220 étrangers établis au Chili, 2 483 étaient français, soit la troisième plus grande communauté européenne dans le pays après les Allemands et les Anglais et 12 % des 25 000 étrangers établis dans le pays. En 1875, la communauté atteignait 3 000 membres. La plupart des immigrants français se sont ensuite installés dans le pays entre 1875 et 1895. Entre octobre 1882 et décembre 1897, 8 413 Français s’installèrent au Chili, ce qui représentait alors 23 % des immigrants arrivés durant cette période (soit le deuxième groupe après les espagnols). On estime que 10 000 Français vivaient au Chili en 1912, soit 7 % des 149 400 Français vivant en Amérique latine.
Durant la Seconde Guerre mondiale, un groupe de plus de 10 000 Chiliens d'origine française, dont la majorité avait des parents français, rejoignent les Forces Françaises Libres et combattent l'occupation nazie de la France[réf. souhaitée].
Aujourd'hui, on estime qu’environ 900.000 Chiliens sont d'origine française.
L'ancienne présidente du Chili Michelle Bachelet est d'origine française, ainsi que le dictateur Augusto Pinochet. Un grand pourcentage des hommes politiques, des hommes d'affaires, des professionnels et des artistes du pays sont d'origine française.

### Brésil
| Immigration française au Brésil de 1914 à 1924 | Immigration française au Brésil de 1914 à 1924 |
| ---------------------------------------------- | ---------------------------------------------- |
| Année                                          | Nombre d'immigrants français                   |
| 1914                                           | 696                                            |
| 1915                                           | 410                                            |
| 1916                                           | 292                                            |
| 1917                                           | 273                                            |
| 1918                                           | 226                                            |
| 1919                                           | 690                                            |
| 1920                                           | 838                                            |
| 1921                                           | 633                                            |
| 1922                                           | 725                                            |
| 1923                                           | 609                                            |
| 1924                                           | 634                                            |
| Total                                          | 7558                                           |

On[Qui ?] estime qu'il y a 500 000 à 1 million de Brésiliens d'origine française aujourd'hui. Ce qui fait du Brésil la deuxième plus grande communauté française en Amérique du Sud[réf. souhaitée].
De 1819 à 1940, 40 383 Français ont immigré au Brésil. La plupart d'entre eux se sont installés dans le pays entre 1884 et 1925 (8 008 entre 1819 et 1883, 25 727 entre 1884 et 1925 et 6 648 entre 1926 et 1940). Une autre source estime que près de 100 000 Français ont immigré au Brésil entre 1850 et 1965.
La communauté française au Brésil comptait 592 individus en 1888 et 5 000 en 1915. Certaines estimations parlent de 14 000 Français vivant au Brésil en 1912, soit 9 % des 149 400 Français vivant en Amérique latine et la deuxième plus grande communauté après l'Argentine (qui comptait alors 100 000 Français).
La famille impériale brésilienne est issue de la Chambre portugaise de Bragance. Isabella, l'héritière et la fille du dernier empereur, a épousé le prince Gaston d'Orléans comte d'Eu et membre de la Chambre d'Orléans qui est une branche cadette des Bourbons la famille royale française.

### Guatemala
Les premiers immigrants français étaient des hommes politiques comme Nicolas Raoul, Isidore Saget, Henri Terralonge et les officiers Aluard, Courbal, Duplessis, Gibourdel et Goudot. Lorsque la Fédération d'Amérique centrale fut divisée en 7 pays, certains d'entre eux s’installèrent au Costa Rica, d'autres au Nicaragua, mais la majorité resta au Guatemala. Les bonnes relations entre la France et le Guatemala à partir de 1827 facilitent la migration de politiciens, de scientifiques, peintres, constructeurs, artistes et certaines familles. À la suite d'une détérioration des relations entre la France et le Guatemala la plupart des immigrants français quittent le Guatemala pour le Costa Rica. À la fin du XIXe siècle, les bonnes relations sont cependant rétablies.

### Amérique latine
Dans les autres régions d’Amérique, la colonisation française a eu lieu entre le XVIe et le XXe siècle. Cette migration a eu lieu vers Haïti, Cuba (en particulier les réfugiés de la révolution haïtienne). Les familles politiques Betancourt ont influencé le Pérou, la Colombie, le Venezuela, l’Équateur, Porto Rico, la Bolivie et le Panama.

## Europe

### Royaume-Uni
L’immigration française vers le Royaume-Uni est un phénomène qui a eu lieu à différents moments de l'histoire. La France et le Royaume-Uni sont historiquement deux pays intimement liés. Depuis la conquête de l'Angleterre par Guillaume le Conquérant, de nombreux Britanniques ont des ancêtres français. Par conséquent, une grande partie de l'aristocratie médiévale du Royaume-Uni descendait des migrants franco-normands venus durant la conquête normande de l'Angleterre et de la dynastie Plantagenêt. Plus tard, la communauté huguenote a fui en Grande-Bretagne pour échapper aux persécutions.
Aujourd'hui, le français reste la langue étrangère la plus apprise par les Britanniques et le nombre de Français installés au Royaume-Uni progresse depuis ces dernières années. Ainsi, environ 400 000 citoyens français vivent aujourd’hui au Royaume-Uni, la plupart d'entre eux à Londres.
Selon une étude réalisée par Ancestry.co.uk, 3 millions de britanniques aujourd’hui seraient d'origine française. Parmi eux se trouvent des personnalités comme Davina McCall, Matthew Le Tissier ou encore Louis Theroux.

### Espagne
L'immigration française en Espagne depuis le Moyen Âge jusqu'à la guerre d'indépendance, avec une concentration sur les XVIe et XVIIe siècles a été l'objet de plusieurs études. Les migrants provenaient majoritairement du sud de la France, notamment de régions comme l'Auvergne, le Limousin et la Gascogne et se sont établis principalement dans des zones frontalières et économiquement dynamiques telles que la Catalogne, l'Aragon et la Province de Valence. Ces régions offraient des opportunités économiques et une certaine tolérance culturelle, facilitant l'intégration des migrants.
Des études génétiques ont mis en lumière l'impact de cette migration sur la composition génétique des populations de l'est de l'Espagne. Ces recherches suggèrent une empreinte génétique française significative dans des régions comme la Catalogne et Valence, corroborant les observations historiques. La diaspora française déclenchée par les guerres de religion à la fin du XVIe siècle, serait ainsi particulièrement notable dans l'est de la péninsule Ibérique, où elle représenterait jusqu'à un quart de la population locale.

## Huguenots
Pour fuir les persécutions sous la monarchie française, un grand nombre de huguenots se sont installés au Royaume-Uni (environ 50 000), en Irlande, dans les zones protestantes de l'Allemagne (en particulier à Berlin, environ 40 000), aux Pays-Bas (50 000), en Suisse, en Afrique du Sud, en Amérique du Nord, etc. Beaucoup de personnes dans ces pays portent encore des noms français.

## Asie

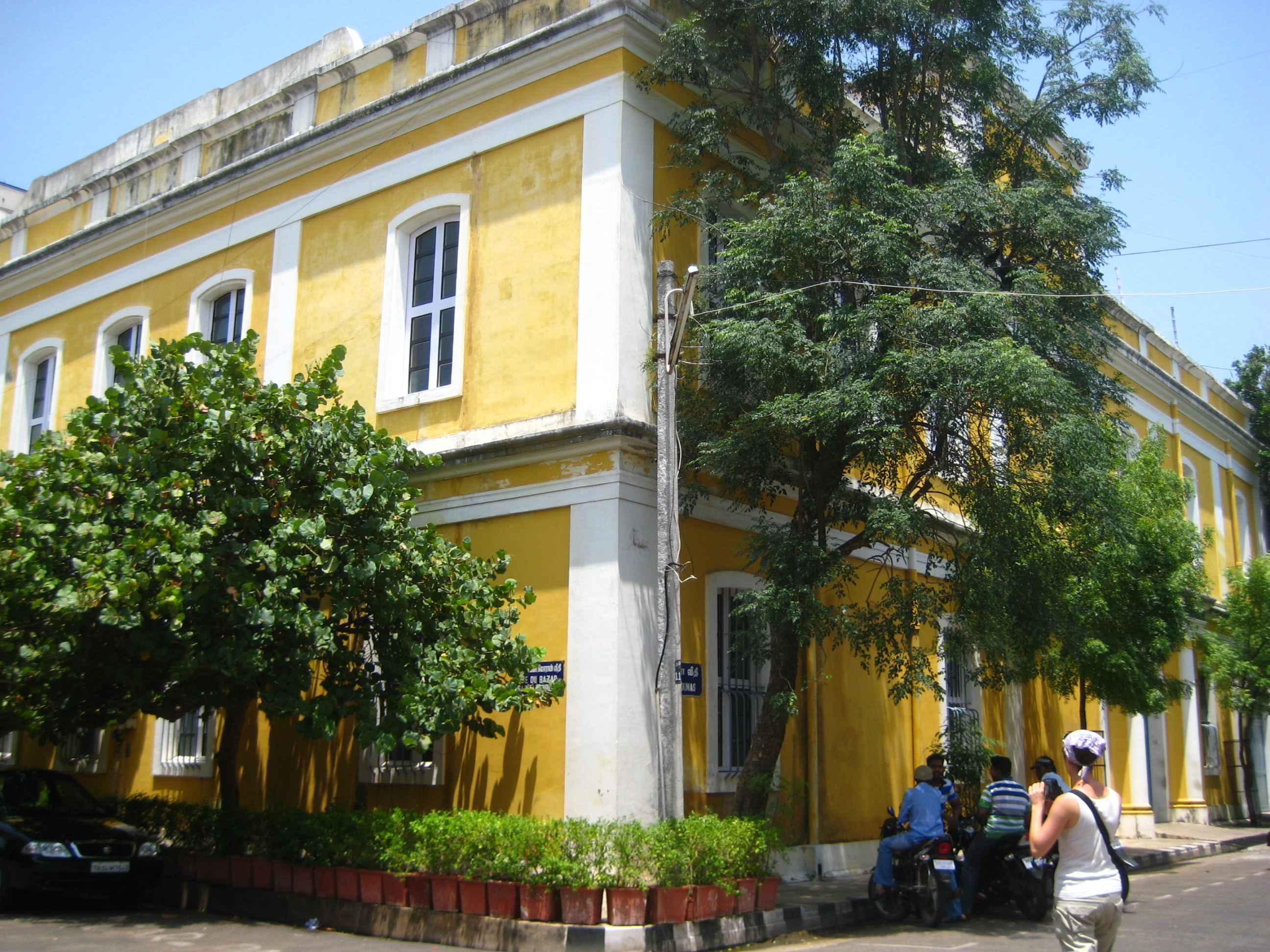
Bâtiment de l'École française d'Extrême-Orient à Pondichéry.

En Asie, un certain nombre de personnes avec une ascendance française et vietnamienne mixte peut être trouvée au Vietnam. Y compris des personnes d'origine française uniquement. Beaucoup sont des descendants des colons français qui se sont mariés avec des Vietnamiens locaux. Environ 5 000 personnes au Vietnam seraient d'origine française unique. Une petite proportion de personnes d'ascendance française et khmère mixte se trouvent au Cambodge. Ces personnes sont au nombre d'environ 16 000 et parmi ce nombre, environ 3 000 sont d'origine française non mixte. Un nombre non déterminé de descendants des colons français et Lao mixte peut être trouvés à travers le Laos.
Quelques milliers de citoyens français créoles d'origine indienne et européenne vivent dans les anciennes possessions françaises en Inde (principalement Pondichéry).
En plus de ces pays, des petites minorités peuvent être trouvées ailleurs en Asie ; la majorité étant des expatriés.

## Autres foyers de populations françaises
En dehors des Québécois, des Acadiens, des Cajuns et des Métis, il existe d'autres populations ayant une ascendance française vivant dans les pays de l'ancien empire colonial français, en Afrique par exemple.